# Gammarus topkarai
Gammarus topkarai is een vlokreeftensoort uit de familie van de Gammaridae. De wetenschappelijke naam van de soort is voor het eerst geldig gepubliceerd in 2009 door Özbek & Balik. Zij vernoemde de soort naar Dr. Esat Tarık Topkara van de Ege Universiteit, Faculteit voor Visserij in Izmir, Turkije.
Het dier is aantroffen in de Ivriz Creek, in het district Tarsus in het zuiden van Turkije. Het habitat werd hier gevormd door een snelstromende rivier met grind/gravel bodem en zeer beperkte bedekking van waterplanten. Van de in 2006 verzamelde exemplaren bleken de mannelijke dieren  11,3 mm en de vrouwelijke 7,4 mm groot.